# هاینریش اشمیدر
هاینریش اشمیدر (انگلیسی: Heinrich Schmieder؛ ۱۴ فوریهٔ ۱۹۷۰ – ۲۱ ژوئیهٔ ۲۰۱۰) یک هنرپیشه اهل آلمان بود.
از فیلم‌ها یا برنامه‌های تلویزیونی که وی در آن نقش داشته است می‌توان به تونل و سقوط اشاره کرد.